# Пучин, Эдгар Эдуардович
Эдгар Эдуардович Пучин (в некоторых источниках Пучиньш, латыш. Edgars Pučiņš, 1 мая 1924 года, д. Березовка, Новгородская область — 20 сентября 2009 года, Рига) — советский и латвийский архитектор. Главный архитектор Риги.

## Биография
Родился в семье учителей. Вскоре вместе с семьёй переехал в Ленинград. Учился в школе до 1937 года, когда отец был репрессирован (по обвинению в латышском национализме). Семья была выслана в г. Фрунзе. Там Эдгар окончил школу, сдав экзамены досрочно, начал работать в молодёжной тракторной бригаде, профессию тракториста освоил для того, чтобы отправиться на фронт танкистом. 
Участник Великой Отечественной войны
Хотя в танкисты его не взяли как сына «врага народа», он, узнав о формировании латышской стрелковой дивизии, вступил в неё и, пройдя подготовку в гороховецких лагерях, отправился на фронт как младший лейтенант, командир миномётного взвода. Был тяжело ранен в ногу, началась гангрена, но полевой хирург спас ему ногу. 
В 1946 году поступил в Латвийский университет, на архитектурный факультет (мастерская Э. Штальберга).
В 1953 году окончил Московский архитектурный институт. Дипломный проект посвящен строительству центра Пардаугавы (руководитель: доцент В. Кратюкс). Изучал теорию и историю градостроительства в аспирантуре у проф. Полякова. Разработал проект застройки центральной части Риги.
В 1957—1959 годах был главным художником павильона Латвии на ВДНХ в Москве. В 1960—1970 годах — главный архитектор Риги, руководитель проектов Городского проектного института.
В 1965 году в соавторстве с архитекторами К. Алкснисом и В. Дорофеевым разработал проект правительственного центра Латвийской ССР, включавший три высотных здания (24, 20 и 19 этажей), который планировалось возвести на территории бывшей Цитадели. Все уцелевшие постройки XVII—XIX веков, под предлогом их ветхости, подлежали сносу. Новый правительственный комплекс на 7 000 рабочих мест планировали разместить на просторной площади Республики, которая проектировалась как главная общественная площадь города — для проведения массовых демонстраций трудящихся, военных и спортивных парадов. Эта площадь должна была выходить к набережной Даугавы, отделяясь от неё зелёной зоной. На площади Республики планировалось воздвигнуть памятник в честь 50-летия Октябрьской революции; на берегу Даугавы был установлен закладной камень будущего монумента (демонтирован в конце 1980-х годов).
Опубликовал статьи об истории развития центра Риги и возможностях организации дорожного движения в современном центре Риги.
С 1972 года участвовал в разработке различных строительных проектов, руководитель сектора до 2000 года. Участник обсуждения проекта Рижского метро.
Похоронен на Кладбище Райниса.

## Известные работы
Восстановление Церки Св. Петра в Риге
Восстановление Дома Братства черноголовых